# Synanthedon scitula
Synanthedon scitula is een vlinder uit de familie wespvlinders (Sesiidae), onderfamilie Sesiinae.
Synanthedon scitula is voor het eerst wetenschappelijk beschreven door Harris in 1839. De soort komt voor in het Nearctisch gebied.